# Stachyris grammiceps
El timalí pechiblanco (Stachyris grammiceps) es una especie de ave paseriforme de la familia Timaliidae endémica de la isla de Java. 

## Distribución y hábitat
Se encuentra únicamente en las selvas húmedas tropicales de la isla de Java, en Indonesia. Está amenezado por la pérdida de hábitat.